# МиГ-125
МиГ-125 — проект российского административного самолёта, разрабатываемый в РСК МиГ. МиГ-125 должен принадлежать к самолётам бизнес-класса.
Самолёт находится в категории лёгких самолётов и спроектирован в основном для российского рынка, он способен покрывать значительные расстояния между европейской и азиатской частями России с минимальным количеством промежуточных посадок, а также для перелётов внутри европейской части России.

## Лётно-технические характеристики
Технические характеристики
- Экипаж: 1 чел.
- Пассажировместимость: 4-7 чел.
- Грузоподъёмность: 2225 кг
- Длина: 12,10 м
- Размах крыла: 11,00 м
- Высота: 4,60 м
- Максимальная взлётная масса: 5545 кг
- Масса топлива во внутренних баках: 1860 кг
- Силовая установка: 2 × ТРДД Williams Rolls FJ44-2
- Тяга: 2 × 1043 кгс

Лётные характеристики
- Крейсерская скорость: 870 км/ч
- Практическая дальность: 3970 км
- Практический потолок: 13720 м

## Состояние проекта
В настоящее время самолёт МиГ-125 практически не разрабатывается — по нему имеется только глубоко проработанная инженерная записка на уровне технического предложения.